# Йоахім Клеменц
Йоахім Клеменц (пол. Joachim Klemenz, нар. 16 лютого 1964, Забже) — польський футболіст. Починав як нападник, потім грав як стопер.

## Кар'єра
Виступав за «Гурник» з рідного міста Забже в 1975—1988 роках, вихованцем якого і був.
У 1983 році зі збірною Польщі до 20 років став бронзовим призером молодіжного чемпіонату світу, який проходив у Мексиці, і став другим найкращим бомбардиром турніру з 5 голами.
Наприкінці 1980-х років переїхав до Німеччини, де грав за місцеві клуби «Фрайбург», «Фрайбургер» та «Гаусен».

## Титули та досягнення
- Чемпіонат Польщі:
  - чемпіон (4): 1984/85, 1985/86, 1986/87, 1987/88
- Кубок Польщі:
  - фіналіст (1): 1985/86
- Суперкубок Польщі:
  - володар (1): 1988
  - фіналіст (1): 1987